# Roccamontepiano
Roccamontepiano är en kommun i provinsen Chieti i regionen Abruzzo i Italien. Kommunen hade 1 669 invånare (2018).